# Токчин
То́кчин (бур. Тугшан) — село в Дульдургинском районе Агинского Бурятского округа Забайкальского края. Административный центр сельского поселения «Токчин».

## География
Село находится на юго-востоке района, у границы с Ононским районом, в 70 км от райцентра,села Дульдурга, на левобережье реки Онон, в 3,5 км севернее от её главного русла.

## Население
| 1989  | 2002  | 2010  | 2012  | 2013  | 2014  | 2015  |
| ----- | ----- | ----- | ----- | ----- | ----- | ----- |
| 1363  | ↘1151 | ↗1210 | ↗1213 | ↘1174 | ↗1178 | ↘1167 |
| 2016  | 2017  | 2021  |       |       |       |       |
| ↘1145 | ↗1148 | ↘1111 |       |       |       |       |